# Aventurile lui Babușcă
Aventurile lui Babușcă este un film românesc din 1973 regizat de Gheorghe Naghi în colaborare cu Geta Doina Tarnavschi, după romanul Ostrovul Lupilor al lui Petre Luscalov. Rolurile principale au fost interpretate de actorii Horia Zugrăvescu, Gabriel Nacu și Lazăr Vrabie.

## Distribuție
- Horia Zugrăvescu — pionierul „Scatiu”, fiul căpitanului portului Pradina
- Gabriel Nacu — pionierul „Babușcă”, prietenul lui „Scatiu”
- Annelise Dan — pioniera Ioana, vecina lui „Babușcă”
- Amza Pellea — „Chiorul”, fratele „Profesorului”, un bandit periculos
- Lazăr Vrabie — maiorul Vlad, ofițer la Miliția jud. Tulcea
- Ion Marinescu — Max, banditul bărbos care lucrează cu „Vânătorul”
- Mircea Anghelescu — „Vânătorul”, banditul înarmat cu o pușcă
- Paul Ioachim — „Profesorul” Freddy, banditul care a furat marfa de contrabandă
- Nucu Păunescu — nea Onufrie, marinar bătrân din Pradina, căpitanul barjei
- Mihai Mereuță — „Ciupitu”, banditul cu fața ciupită de vărsat
- Constantin Rauțchi — „Murfatlar”, pilotul remorcherului, complice al bandiților
- Emanoil Petruț — nea Panait, zis „Râma de mare”, pilotul elicopterului, șeful bandei de contrabandiști
- Gheorghe Naghi — tatăl lui „Babușcă”, pescar
- Ioana Ciomîrtan — Celestina, o infractoare bătrână care lucrează cu contrabandiștii
- Emil Hossu — lt. Marinică, ofițer la Miliția jud. Tulcea

## Primire
Filmul a fost vizionat de 1.843.152 de spectatori în cinematografele din România, după cum atestă o situație a numărului de spectatori înregistrat de filmele românești de la data premierei și până la data de 31 decembrie 2014 alcătuită de Centrul Național al Cinematografiei.